# Rick Mewborn
Richard Lee Mewborn, genannt Rick Mewborn (* 28. März 1965 in Carlsbad, New Mexico) ist ein ehemaliger US-amerikanischer Skispringer.

## Werdegang
Mewborn sprang am 30. Dezember 1984 im Rahmen der Vierschanzentournee 1984/85 erstmals im Skisprung-Weltcup. Dabei blieb er jedoch über den gesamten Verlauf der Tournee eher erfolglos. Bei der kurz darauf stattfindenden Nordischen Skiweltmeisterschaft 1985 in Seefeld in Tirol sprang er im Teamspringen gemeinsam mit Nils Stolzlechner, Mark Konopacke und Mike Holland auf den 5. Platz. Im folgenden Weltcup-Springen in Örnsköldsvik erreichte er mit Platz 10 seine ersten Weltcup-Punkte.
Der Beginn der Weltcup-Saison 1985/86 verlief ähnlich positiv, wie die letzte geendet hatte. So erreichte er in Thunder Bay und Lake Placid erneut Weltcup-Punkte. Bei der Vierschanzentournee 1985/86 blieb er erneut glücklos, konnte aber im ersten Springen nach der Tournee mit dem 6. Platz das beste Ergebnis seiner Karriere erreichen. Am Ende der Saison belegte er mit 25 Weltcup-Punkten den 26. Platz in der Weltcup-Gesamtwertung.
Bei den Olympischen Winterspielen 1988 in Calgary erreichte Mewborn auf der Normalschanze den 54. Platz.
Nach den Spielen beendete Mewborn seine aktive Skisprungkarriere im Alter von nur 22 Jahren.